# Lista exarhilor de Ravenna

## Exarhii de Ravenna
- Decius (584-585)
- Smaragdus (585-589)
- Roman (589-598)
- Callinic (598-603)
- Smaragdus (603-611) (restaurat)
- Ioan I Lemigius (611-615)
- Eleutherius (616-619)
- Isaac (625-643)
- Theodor I Calliopas (643-cca. 645)
- Platon (cca. 645-649)
- Olympius (649-652)
- Theodor I Calliopas (653-înainte de 666) (restaurat)
- Grigore (cca. 666-678)
- Theodor al II-lea (678-687)
- Ioan al II-lea Platinus (687-702)
- Teofilact (702-710)
- Ioan al III-lea Rizocopo (710-711)
- Entichius (711-713)
- Scolasticus (713-726)
- Paul (723-727)
- Eutihie (728-752)